# بيور هيلث القابضة
بيور هيلث القابضة هي شركة مساهمة إماراتية عامة في أبو ظبي مملوكة لصندوق الثروة السيادي "القابضة إيه دي كيو" تأسست في 26 يوليو 2021 بهدف تقديم حلول الرعاية الصحية المتكاملة حيث توفر مجموعة خدمات متنوعة تشمل إدارة المستشفيات وخدمات المختبرات والإمدادات الطبية وخدمات المعلومات الصحية.

## الجهات التابعة

### أبو ظبي للخدمات الصحية «صحة»
المستشفيات والمراكز التابعة:
- مستشفى الرحبة.
- مستشفى الكورنيش.
- مستشفى سلمى لإعادة التأهيل.
- مستشفى الوقن.
- مستشفى توام.
- مستشفى العين.
- مستشفى الظفرة.
- مدينة الشيخ طحنون بن محمد الطبية.
- مركز صحة للكلى.[2]
- مدينة الشيخ خليفة الطبية: تتكون مدينة الشيخ خليفة الطبية من 586 سريراً مستشفى للرعاية الحادة و14 عيادة خارجية متخصصة وبنك دم، وكلها معتمدة من قبل اللجنة المشتركة الدولية (JCI). بالإضافة إلى ذلك، تدير مدينة الشيخ خليفة الطبية جناحًا للعلوم السلوكية بسعة 125 سريرًا، ومركزًا للرعاية العاجلة يقع داخل مدينة أبوظبي.

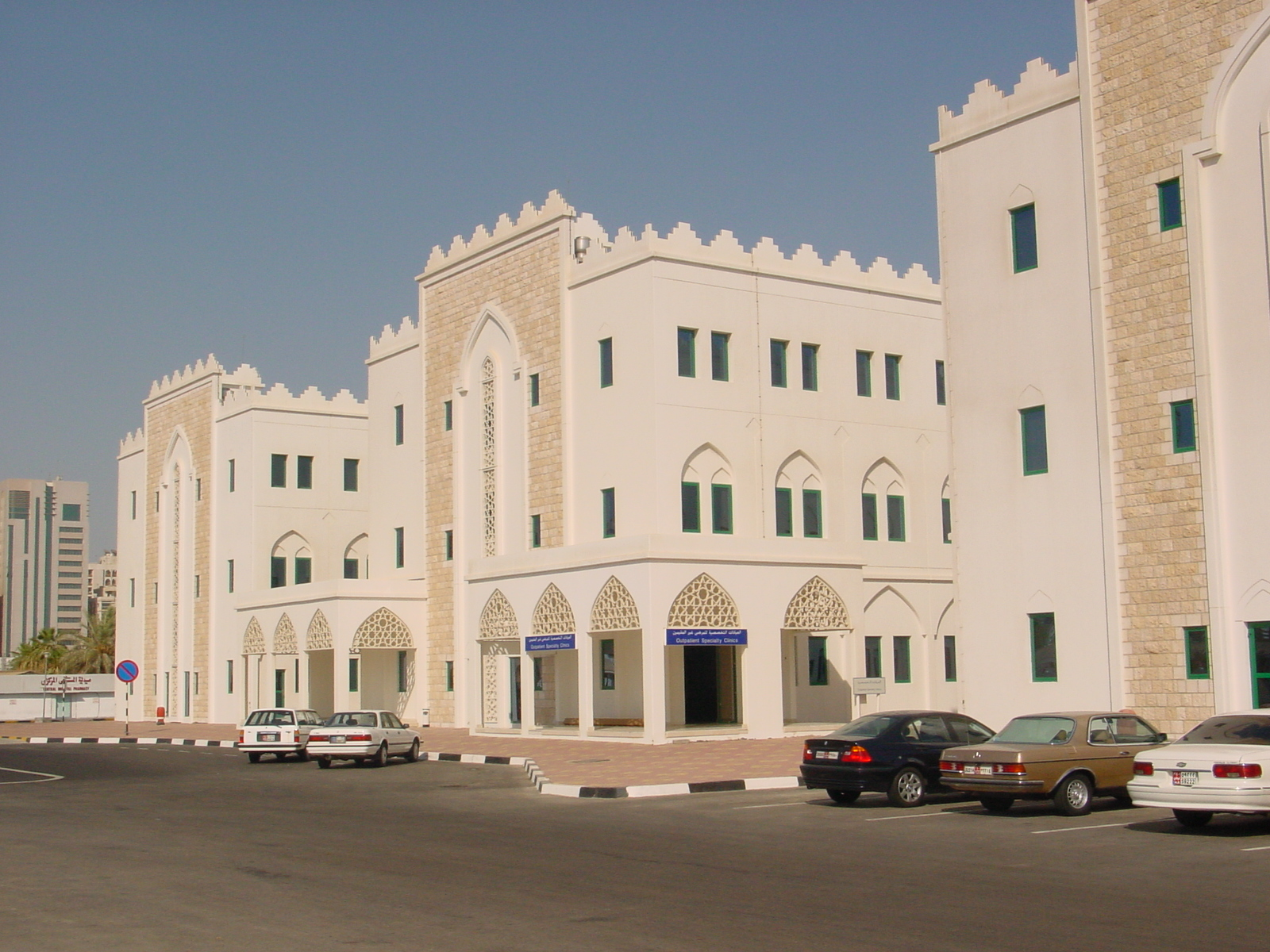
قسم العيادات الخارجية بمدينة الشيخ خليفة الطبية - يوليو 2000

تم إنشاء مدينة الشيخ خليفة الطبية في عام 2005 نتيجة اندماج جميع مؤسسات الرعاية الصحية العامة في جزيرة أبوظبي. الكيانات المندمجة هي:
- - مستشفى أبو ظبي المركزي - بني في أواخر الستينيات وهو أقدم مستشفى في أبو ظبي، وكان يعمل كمستشفى بسعة 200 سرير حتى تم تقليصه في عام 2003 إلى مركز طوارئ وعيادة خارجية وحدة غسيل الكلى
  - مستشفى أبوظبي للطب النفسي - 120 سريراً
  - مركز أبو ظبي لإعادة التأهيل - مرفق يضم 88 سريراً كان يستخدم بشكل أساسي كمنزل تمريض لـكبار السن وذوي الاحتياجات الخاصة
  - مستشفى الجزيرة - بني في السبعينيات، وهو مرفق طبي بسعة 300 سرير وكان مفتوحًا للمغتربين الذين يعيشون في أبو ظبي.
  - عيادات الطب الوقائي.
  - عيادات الرعاية الصحية الأولية - تسعة عيادات منتشرة في جميع أنحاء أبو ظبي
  - مركز الشيخ خليفة الطبي - تم بناءه عام 2000 ، وهو عبارة عن منشأة طبية بسعة 250 سريراً وكانت مفتوحة فقط مواطني الإمارات العربية المتحدة.

في عام 2007 ، أصبحت مدينة الشيخ خليفة الطبية تحت إدارة كليفلاند كلينيك ، والتي تم الإعلان عنها كواحدة من أفضل المستشفيات في الولايات المتحدة ، وفقًا لتقرير يو إس نيوز آند وورلد ريبورت. في العام التالي ، حصلت مدينة الشيخ خليفة الطبية على اعتماد اللجنة الدولية المشتركة لمستشفاها الرئيسي (الأجنحة الجراحية والطبية)، والعيادات الخارجية التخصصية، ومركز الخالدية للرعاية العاجلة ، وبنك الدم في أبوظبي. تهدف منشآت مدينة الشيخ خليفة الطبية الأخرى إلى الحصول على اعتماد اللجنة الدولية المشتركة في السنوات القليلة القادمة.
وفي عام 2009، غيرت مدينة الشيخ خليفة الطبية شعارها ليعكس العلاقة بين مدينة الشيخ خليفة الطبية وكليفلاند كلينك. في وقت لاحق من ذلك العام، تم تكريم مدينة الشيخ خليفة الطبية كمركز الدورة الثالثة لألم الصدر، وهو الأول خارج الولايات المتحدة والمركز الثاني عشر فقط على مستوى العالم. حصلت مدينة الشيخ خليفة الطبية مؤخرًا على الاعتماد كمركز الدورة الرابعة لعلاج آلام الصدر - وهي واحدة من مؤسسات قليلة على مستوى العالم تحصل على مثل هذا التكريم.
تعمل خدمات الرعاية الصحية الشاملة في مدينة الشيخ خليفة الطبية على تلبية احتياجات وأولويات مجتمع أبوظبي.
تتكون مدينة الشيخ خليفة الطبية من 568 سريرًا لمستشفى الرعاية الحادة و 14 عيادة خارجية متخصصة وبنك الدم، وهي معتمدة من اللجنة الدولية المشتركة (JCI). بالإضافة إلى ذلك ، تدير مدينة الشيخ خليفة الطبية جناحًا للعلوم السلوكية بسعة 125 سريرًا ومركزًا للرعاية العاجلة يقع داخل مدينة أبوظبي.

### مدينة الشيخ شخبوط الطبية
تقع في منطقة المفرق بأبوظبي مقراً استراتيجياً لها، والذي يشكّل موقعاً يسهل الوصول منه إلى الطريق السريع الذي يربط بين المناطق الغربية والشرقية للدولة. تمتلك المستشفي 162 غرفة لمرضى العيادات الخارجية، 55 غرفة عزل للمرضى، تقدم المدينة خدماتها لـ 40 ألف مريض داخلي، 500 ألف مريض بالعيادات الخارجية، 80 ألف مريض طوارئ سنوياً،160 سريراً للرعاية الحرجة، أكثر من 18 ألف جهاز طبي، 9 غرف للولادة، 18 غرفة عمليات، 50 سريراً للطوارئ، 26 غرفة رعاية مركزة للأطفال حديثي الولادة. 312,404 أمتار مربعة المساحة الإجمالية للمباني.

### أخرى
- The Medical Office.
- Circle Health Group.
- Ardent Health Services.[7]

## أنظر أيضاً
- إن إم سي هيلث
- إم 42
- ميديكلينيك إنترناشونال
- مجموعة مستشفيات ثومبي
- مجموعة مستشفيات الإمارات
- السعودي الألماني الصحية
- مستشفيات ومراكز مغربي